# NGC 5927
NGC 5927 (другие обозначения — GCL 35, ESO 224-SC4) — шаровое скопление в созвездии Волк.
Этот объект входит в число перечисленных в оригинальной редакции «Нового общего каталога».